# Vohitsaoka
Vohitsaoka – gmina wiejska (kaominina) na Madagaskarze, w regionie Haute Matsiatra, w dystrykcie Ambalavao. W 2001 roku zamieszkana była przez 10 150 osób. Siedzibę administracyjną stanowi Vohitsaoka. Jest jedną z 17 gmin dystryktu.
Na obszarze gminy funkcjonuje m.in. szkoła pierwszego stopnia. 85% mieszkańców trudni się rolnictwem, 10% pracuje w sektorze hodowlanym, natomiast 5% w usługach. Produktami o największym znaczeniu dla lokalnej gospodarki są ryż, maniok, kukurydza oraz groch. Poniżej 5% rolników stosuje przy uprawach nawozy mineralne. Pogłowie bydła w 2001 r. liczyło 6800 sztuk.
Przed wprowadzeniem nowego podziału administracyjnego Madagaskaru w 2007 r. gmina znajdowała się w prowincji Fianarantsoa.
Gmina położona jest w strefie czasowej UTC+03:00.